# Phytocoris rubropictus
Phytocoris rubropictus är en insektsart som beskrevs av Knight 1923. Phytocoris rubropictus ingår i släktet Phytocoris och familjen ängsskinnbaggar. Inga underarter finns listade i Catalogue of Life.